# تادایوکی مارویاما
تادایوکی مارویاما (انگلیسی: Tadayuki Maruyama؛ زادهٔ ۲۹ ژانویهٔ ۱۹۴۲) بوکسور اهل ژاپن بود.